# Polygonum bargusinense
Polygonum bargusinense là một loài thực vật có hoa trong họ Rau răm. Loài này được Peshkova miêu tả khoa học đầu tiên.